# Günter Sopper
Günter Sopper (* 1948 in Fürstenfeld) ist ein österreichischer Musiker, Lyriker, Komponist und Dirigent. Er lebt seit 1975 als Musiker in Deutschland. Sopper tritt als Dirigent, Instrumental- und Liedbegleiter sowie als Kabarettist und Improvisator, allein und in verschiedenen Besetzungen auf. Er ist Komponist von Bühnenmusiken, Chansons, Liedern, Kammer- und Orchestermusik.

## Leben
Günter Sopper lernte an der Musikschule Fürstenfeld, dessen Leiter der Trompeter und Dirigent Hans Meister war, Akkordeon, Geige und Klavier zu spielen und maturierte 1966 am Fürstenfelder Realgymnasium. Nach einem Jahr Germanistik- und Anglistikstudiums an der Universität Graz wechselte er an die dortige Musikakademie auf die Kapellmeisterklasse unter Max Heider und hatte bei Waldemar Bloch seinen ersten Kompositionsunterricht. 1968 studierte er in Wien Orchesterleitung bei Hans Swarowsky, Chorleitung bei Reinhold Schmid sowie Klavier bei Grete Hinterhofer und Alexander Jenner. Studienkollegen waren u. a. Adam Fischer, Miguel Gomez-Martinez, Alexis Hauser, Harald Ossberger, Stefan Soltesz und Josef Wallnig. Ein österreichisches Auslandsstipendium ermöglichte ihm 1971 ein zehnmonatiges Studium am Moskauer Konservatorium. Danach hatte er als Korrepetitor Engagements am Theater an der Wien und am Burgtheater, wo er mit Alexander Steinbrecher zusammenarbeitete. 1975 wurde er Solorepetitor mit Dirigierverpflichtung am Koblenzer Theater, 1978 bis 1981 Kapellmeister am Ulmer Theater, wo er sein erstes Liedkabarett Wir sind die Erfolgsgeneration schrieb und Konzerte mit dem von ihm gegründeten Ensemble für Neue Musik gab. Von 1984 bis 1988 war er musikalischer Leiter am Landestheater Tübingen (LTT) und ist seitdem Wahl-Tübinger. Er nahm privaten Kompositionsunterricht bei Erhard Karkoschka in Stuttgart und trat mit dem von ihm gegründeten Improvisationsensemble eufusio auf. Zudem tourte er mit den Schauspielerinnen Renate Heuser und Anita Walter mit dem Liederabend Das Schönste an der Liebe ist die Liebe selber. Weitere Chansonprogramme folgten sowie Kompositionen, die im Rahmen der Konzerte des Tonkünstlerverbands aufgeführt wurden. Er war einige Jahre Leiter des Ernst-Bloch-Chors und 2006 Mitbegründer des Musical-Chors Anything Goes, den er bis 2018 leitete.
Von 1989 bis 2011 war Sopper Dozent für Klavier, Akkordeon und Komposition an der Musikschule Nagold. 1999 hatte sein erstes Soloprogramm Bunt gefischt. Ein musikalisch-literarisches Kabarett mit Franz Schubert an der Angel Premiere. Daneben schrieb er Schauspielmusik für das LTT und das Theater Lindenhof in Melchingen. Seinen ersten Gedichtband durch dickicht rätsel dorn und röschen veröffentlichte er 2004, eine Sammlung humoristischer Texte mit dem Titel Lachpflichtversicherung im Jahr 2017. Seit damals trat er hauptsächlich mit musikalischen Lesungen auf, sowohl zu seinen Büchern als auch seinen Programmen Ach, wie ist das Leben lyrisch – 2000 Jahre abendländische Lyrik – und Komm zu mir, sagte die Welt mit Gedichten von Louise Glück. Neben seiner kreativen Tätigkeit arbeitet er als künstlerischer Coach und Mentor.

## Kunst
Sopper ist Multistilist, sowohl musikalisch als auch literarisch – eine ihm gemäße Ausdrucksform, da er durch seine enzyklopädische Weltsicht und sein umfassendes Interesse an Kunstformen sich bestimmte für entsprechende Themen aneignet oder sich als eine zu bewältigende Aufgabe stellt. Diese Vielfalt betrifft auch die Zielgruppen, wodurch er sowohl für Kinder, die nicht einmal Noten lesen können, mit wenigen Tönen leicht erlernbare Ensemblestücke schreibt, wie andererseits schwierige Instrumental- und Vokalwerke mit neuartigen Klängen und Notationsformen wie im Konzert für Tasteninstrument und Streichorchester. In seiner Lyrik verwendet er klassische Formen und Versmaße genauso wie freie Rhythmen und Prosa bis hin zu visuellen Gestaltungen. Dazu kommt noch das humoristische Werk, das aber nicht für sich alleinsteht, sondern sich oft mit dem ernsten vermischt, so dass Leser wie auch Interpreten, die einen einheitlichen Stil oder eine bestimmte Richtung erwarten, beim Einstieg Probleme haben, wenn sie aus den Mosaiksteinen nicht das Gesamtbild erkennen. Sopper, der zur Etablierung des Tübinger Vorstadttheaters beitrug, begründete auch die „Melange am Mittwoch“, die inzwischen Kultstatus hat, ein seit 2004 bis zu sieben Mal im Jahr stattfindendes Programm, dessen Konzept u. a. der Kontrast zwischen den Darbietungen von Künstlern aller Genres ist, so dass ein Abend etwa klassische Lyrik, experimentelle Musik und Schlager sowie das Puppentheater, das einen festen Platz mit der kabarettistischen Aufarbeitung der aktuellen Lokalpolitik darin hat, vereint.

## Veröffentlichungen
durch dickicht rätsel dorn und röschen. 2004, ISBN 978-3-00-025622-6
Lachpflichtversicherung – Humoristische Texte, zum Teil verdichtet. 2017, ISBN 978-3-902990-74-7
Abenteuer mit zwei Geigen. Eine musikalische Entdeckungsreise zu zweit Doblinger Musikverlag
Baukastenspiele und Das moderne Akkordeon-Duo. Musikverlag Herbert Heck
Unglaubliche Gedichte für gemischten Chor (SATB, 2006/07) Carus –Verlag
Der Bumerang – Zwei Fliegen – Der Apfel

### Weitere musikalische Werke (Auswahl)

#### Orchesterwerke
- Sharing (1990)
- Konzert für Kammerorchester und Tasteninstrument (Version für Streicher und Pianoforte) (1995) aus zwei mach sechs – leise laute und andere merkwürdigkeiten – sauertrauben sind süß – genau daneben? oder zwischen den noten – klangzeitmischung, frisch gemahlen, oder rock’n bluse
- Musik zum Psalm 104 für rezitierendes Streichorchester (1998)
- Alter Jahrmarkt (2001)
- Irische Fantasie für Panflöte, Harfe und Streichorchester (2006)

#### Vokalwerke
- Wenn die Igel in der Abendstunde (Anna-Luise), Chansontext von Kurt Tucholsky, für vierstimmigen Männerchor (1978)
- Es kribbelt und wibbelt weiter nach dem Gedicht von Theodor Fontane für vierstimmigen Männerchor (1982)
- der fisch fliegt steil für achtstimmigen gemischten Chor nach dem Gedicht von Claus Bremer (SSAATTBB 1997)
- vor dem computer stille sitzen für gemischten Chor und Klavier (2000)
- Das Gourmetmenü für gemischten Chor (2006)
- Das Gourmetmenü für Männerchor (2007) Edition punctum saliens
- Wessobrunner Gebet für siebenstimmigen gemischten Chor (SSAATBB, 2016)
- Es löscht das Meer im grünen Wald – Chorszene nach zwei Liedern von Friedrich Silcher für achtstimmigen Frauenchor, vierstimmigen Männerchor und Gitarre (2010)
- Immergrün (Josef Weinheber) für Gesang und Klavier (1973)
- Bitten der Kinder (Bert Brecht) für Gesang und Klavier (1984)
- An meine Landsleute (Bert Brecht) für Gesang und Klavier (1984)
- Sechs Lieder (Georg Trakl und Else Lasker-Schüler) für Sopran und Klavier (1989) Im Dunkel – Mich führte in die Wolke – Nachtergebung – O meine schmerzliche Lust – Klage – Ich schlafe in der Nacht
- Mon rêve familier (Paul Verlaine) für Gesang und Klavier (1998)
- Ein Messer (Günter Sopper, „Schubert-Lied“) für Bariton und Klavier (1999)
- fremdenführer erster bis vierter (Max J. Hiti) für Gesang und Klavier (2002)
- An einem Wintermorgen, vor Sonnenaufgang (Eduard Mörike) für Gesang und Klavier (2004)
- Sterne hoch die Kreise schlingen (Joseph von Eichendorff) für Sopran, Bariton und Orgel (2008)

#### Kammermusik
- Häutungen. Sextett für Flöte, Klarinette, Violine, Viola, Violoncello und Klavier
- Drei auf allen Vieren (zu fünft) für Streichquintett (1999)
- Aqui el alma naviga für Flöte, Sopran, Englischhorn, Klavier und Kontrabass (2009)
- Jazz-Miniatur für 3 Melodieinstrumente (2015)

#### Klaviermusik
- Pax vobiscum (1994)
- Boogie al dente (1998)
- Drumherum mit sechs Händen und drei Stimmen (Variationen über ein Thema) (2007)
- Leuchtzeichen (Variationen über einen Morserhythmus) (2014)
- Rhythmische Etüden (2016) Spannung – Wilde Sehnsucht – Fauler Nachmittag – Unruhiger Traum – Feine Leute – Warten

#### CDs
- Quintett-à-Tête Arrangements von Blue Suede Shoes, Stormy Weather, Creole Love Call und Cantzon XIII/Dixieland
- Drehorgel Goes Classic: Piano
- Marcel Haag - Von den Flüssen: Akkordeon